# 7 Pułk Pancerny (PSZ)

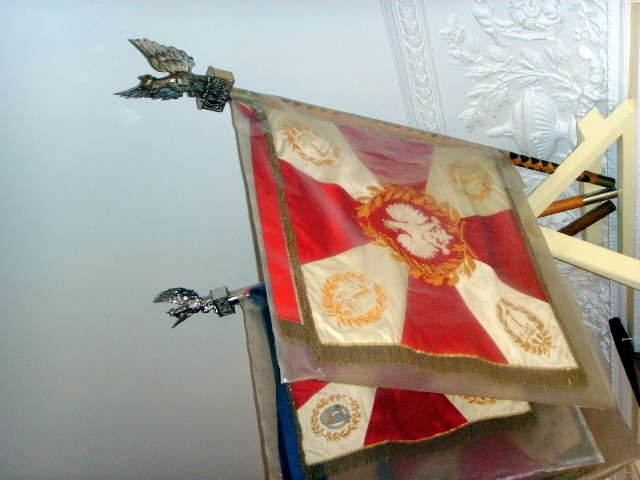
sztandar pułku w Instytucie im. Sikorskiego

7 Pułk Pancerny (ang. 7 Polish Armoured Reinforcement Regiment) – szkolna jednostka pancerna Polskich Sił Zbrojnych.

## Formowanie, zmiany organizacyjne i działalność szkoleniowa
W maju 1944 roku dowódca Ośrodka Zapasowego Broni Pancernej ppłk Stanisław Szostak przystąpił do opracowania dokumentów dotyczących organizacji 7 Pułku Pancernego. Początkowo używał określenia "Pułk Zapasowy Broni Pancernej" kierując się nazwą używaną przez stronę brytyjską. Formalnie rozpoczęto używać nazwy 7 Pułk Pancerny, po 9 września 1944 r.  Do 3 września 1944 r. stacjonował w mieście Frigento, następnie w m. Sanfatucchio nad jeziorem Trasimeno, a od 9 grudnia w miejscowości Gubbio. Na podstawie rozkazu z dnia 14 stycznia 1945 roku l.dz. 144/214/AG/Tjn. do 15 stycznia 1945 roku pułk podlegał dowódcy Bazy 2 Korpusu Polskiego, a od tej daty bezpośrednio dowódcy 2 KP. Z dniem 15 kwietnia 1945 r. pułk wcielono do 2 Brygady Pancernej.
Pułk był samodzielną jednostką gospodarczą posiadającą kwatermistrzostwo oraz prawo do bezpośredniego załatwiania spraw materiałowych w urzędach i zakładach brytyjskich. W okresie od maja 1944 roku wysłano jako uzupełnienie do walczących jednostek broni pancernej, kawalerii pancernej i artylerii samobieżnej 2 KP następujące liczby żołnierzy: w maju 1944 r. 60 szeregowych, w lipcu 14 oficerów i 120 szeregowych, we wrześniu 1 oficer i 170 szeregowych, w styczniu 1945 r. 8(28) oficerów i 54 szeregowych, a w kwietniu 5 oficerów 250 szeregowych. Do końca działań wojennych Pułk 7 Pancerny wyszkolił i wysłał jako uzupełnienie i kadry nowych formacji 89 oficerów i 1189 szeregowych, w tym do 2 Brygady Pancernej 766 żołnierzy, do innych oddziałów korpusu 427 żołnierzy i do Bazy 2 Korpusu 85 żołnierzy. Planowano etat zastępcy dowódcy z niezbędnym personelem pomocniczym przewidziany w każdym większym oddziale, czterech oficerów wykładowców – instruktorów, których zadaniem było doszkalanie specjalistyczne oficerów oraz szkolenie szeregowych przewidzianych na uzupełnienie pułków pancernych i rozpoznawczych.
Pułkowej komórce łączności postawiono zadania administrowania sprzętem łączności i szkolenie radiooperatorów.
Przewidziano również obsadę:
- Technicznej Sekcji Studiów Broni Pancernej, służbowo będącej przy pułku zapasowym a formalnie na etacie Biura Studiów przy Dowództwie Bazy,
- duszpasterstwa oddziału,
- żandarmerii polowej,
- pocztowych osobistych dla oficerów

Przy opracowaniu etatu sprzętu brano pod uwagę odległość od oddziałów zaopatrzenia (Neapol, Beneyento, Fogglia), oddalenie od najbliższego szpitala, dostawy żywności, materiałów pędnych transportem pułkowym.

## Struktura organizacyjna

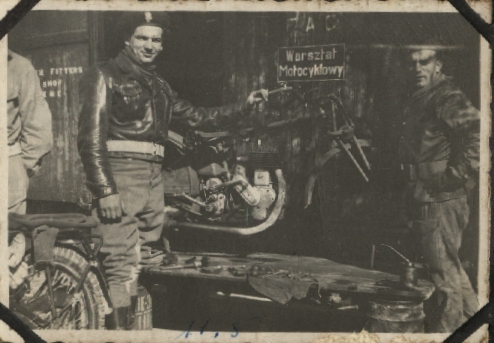
Warsztat motocyklowy w Gubbio

W opracowanym etacie "Pułku Zapasowego Broni Pancernej" przewidziano następującą obsadę:
Dowództwo (23 oficerów, 107 szeregowych)
- marszowy szwadron pancerny (7 oficerów, 21 szeregowych)

szkolił załogi czołgów zespołowo i w plutonie przez okres 3-4 tygodni; po tym okresie załogi odchodziły do wysuniętego szwadronu dostawy czołgów, gdzie oczekiwały na przydział do pułków
- szkolny szwadron pancerny (10 oficerów, 35 szeregowych)

szkolił indywidualnie kierowców czołgów Sherman i Stuart, strzelców i radiooperatorów, oraz zespołowo załogi Stuartów i scoutcarów Daimler; po przeszkoleniu indywidualnym zespołowo załogi Stuartów i Daimlerów, po czym kierowano żołnierzy do szwadronu marszowego
- Szwadron Kawalerii Pancernej (7 oficerów 37 szeregowych)
- Szkoła Podchorążych Rezerwy Broni Pancernej (przy pułku)

Stan osobowy
- 47 oficerów
- 200 szeregowych

W 9 Wysuniętym Szwadronie Dostawy Czołgów na stałe winno znajdować się 87 szeregowych obsługi czołgów Sherman

## Szkolenie w pułku

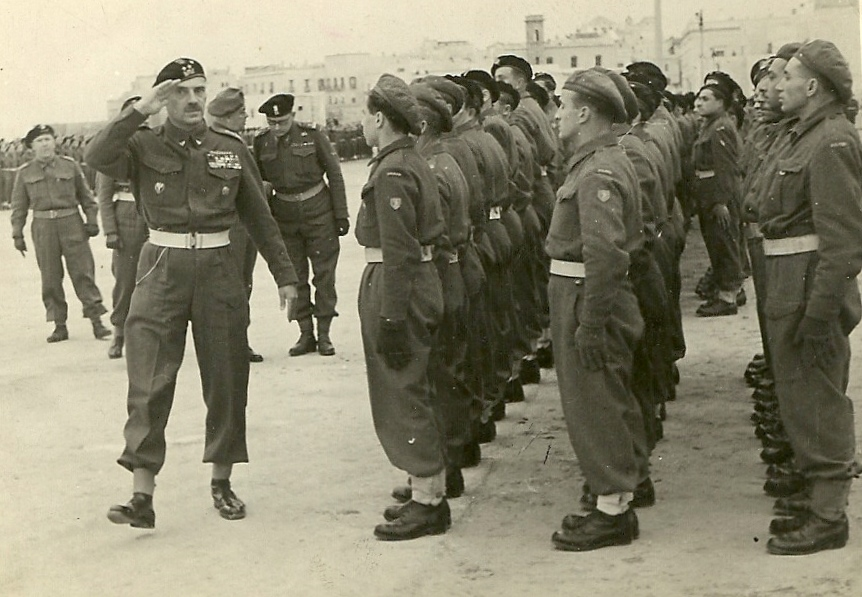
Gen. Władysław Anders wizytuje 7 Pułk Pancerny.

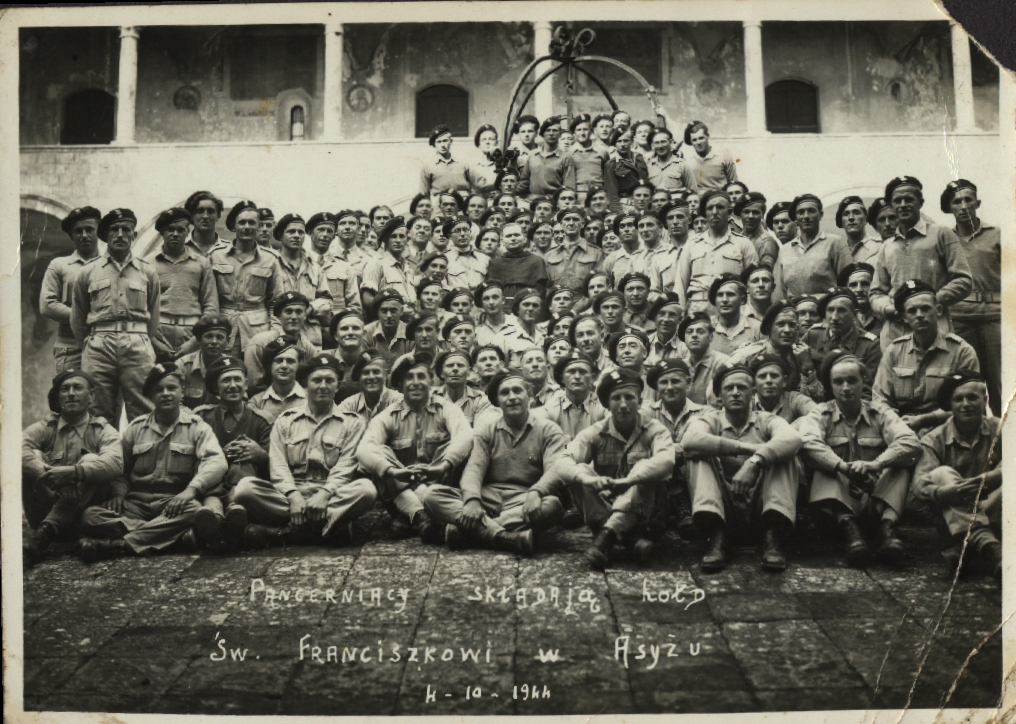
Żołnierze pułku w Asyżu

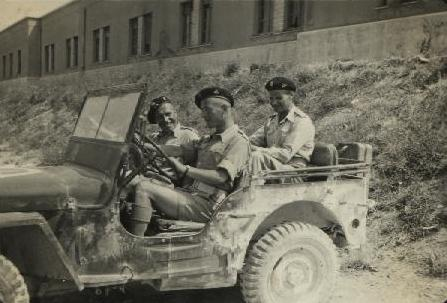
Żołnierze pułku

Kursy indywidualne w specjalnościach pancernych
- Taktyczny broni pancernej dowódców pododdziałów,
- Doskonalący oficerów sztabowych broni pancernej,
- Dowódców szwadronów pancernych,
- Dowódców plutonów pancernych,
- Dowódców czołgów,
- Dowódców samochodów pancernych Staghound,
- Strzelania pośredniego działami czołgu Sherman,
- Strzelecki czołgu Sherman,
- Kierowców czołgu Sherman,
- Kierowców czołgu Stuart,
- Kierowców samochodów pancernych Daimler,
- Łączności,
- Radiomechaników,
- Radiooperatorów,
- Ładowniczych,
- Kierowców samochodów pancernych Staghound,
- Strzelecki,
- Mechaników czołgowych,
- Kierowców samochodowych,
- Kierowców motocyklowych,
- Kierowców Carriersów

Kursy indywidualno-informacyjne
- Unitarny,
- Strzelecki czołgu Sherman,
- Kierowców czołgu Sherman,
- Strzelecki samochodów pancernych Staghound,
- Kierowców samochodów pancernych Staghound,
- Radiooperatorów,
- Ładowniczych.

Opracowane podręczniki
- Tymczasowe wytyczne do wykładów o zespole silnikowym General Motors model 6046 średniego czołga M4A2 Sherman II

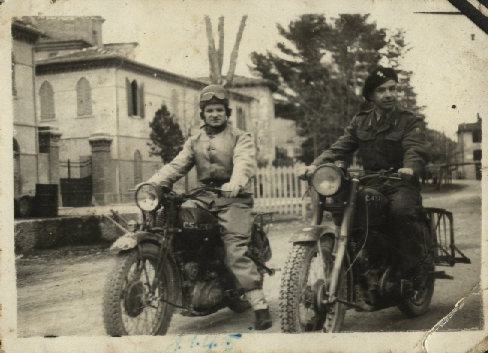
Żołnierze pułku w Rumini

- Czołg Sherman z 75 mm działem M I uzbrojenie – rysunki,
- Uwagi o dziale 75 mm czołg Sherman II,
- Uwagi o haubicy 105 mm czołg Sherman II,
- Czołg Sherman II Mk4 i Mk4Al,
- Podręcznik kierowcy samochodu pancernego Staghound T 1 7 E 1,
- Przebijalność,
- Pistolet maszynowy kal. 0.45 M3,
- Instrukcja działa 1 „7 funt. Mk IV lub M VII na Shermanie,
- Przeglądy i konserwacja czołga Sherman MkII i Stuart M3 A3,
- Program kursu kierowców czołga Stuart M3 A3,
- Szczegółowy program kursu strzeleckiego czołga Sherman

Bilans szkoleniowy pułku
Pomiędzy 15 maja 1944 a 31 maja 1945 na 234 kursach wyszkolono około 300 oficerów i około 4000 szeregowych.

## Insygnia pułkowe
Odznaka pułkowa
Inicjatorem utworzenia odznaki był mjr Leon Jankowski. Projekt odznaki wyłonił konkurs, którego warunki ogłoszono w numerze 86 "Wiarusa Pancernego. Biuletynu Informacyjnego Pułku 7 Pancernego". Za pierwsze miejsce przewidywano nagrodę 1000 lirów, drugie 500, zaś za trzecie 300. Ostatecznie zwyciężyła koncepcja Stanisława Szuszkiewicza, stworzona w ostatnich miesiącach pobytu pułku we Włoszech.
Przedstawiała stylizowanego orła z otwartą koroną trzymającego sześciozębowy fragment koła napędowego Shermana. W dolnej części widniał skrót nazwy pułku "P 7 Panc". Całość zaczepiona na łańcuszku doczepionym do zębatki i lewego skrzydła orła, a z drugiej strony do zapięcia będącego stylizowanym herbem Gubbio, miejsca postoju pułku.
Początkowo projekt przewidywał wykonanie odznaki o wymiarach 40 × 35 mm z "białego metalu (matowy)", oksydowanie zębatki i matowe wykończenie orła oraz herbu Gubbio, a "cyfry pułkowe, łańcuszki oraz korona – imitacja złocenia (matowa)". Noszona miała być "na osi lewej kieszeni bluzy 3 cm ponad górnym brzegiem kieszeni (naj niżej położony ząb zębatki). Punktem zamocowania jest herb miasta Gubbio"
Dowódca 2 Korpusu Polskiego gen. dyw. Władysław Anders, 14 czerwca 1946 złożył swój akceptujący podpis przy projekcie odznaki. Naniósł też poprawkę do opisu, gdzie podano błędne brzmienie skrótu nazwy formacji ("P 7 P") oraz zaproponował aby umieścić "całość na tarczy prostokątnej lub owalnej". Ta ostatnia sugestia nie została uwzględniona w dokumencie legalizującym odznakę wraz z jej statutem. W rozkazie Dowództwa 2 Korpusu Polskiego nr 96 z 27 sierpnia 1946 w punkcie 564 – L. dz. 924/AG/46." podano: "Zatwierdzam odznakę Pułku 7 Pancernego oraz jej statut. Wzór odznaki, sposób jej noszenia i statut odznaki podany jest w załączniku Nr 5 do niniejszego rozkazu".
Producentem odznaki była florencka firma "S.A. Picchiani & Barlacchi – Firenze". Większość odznak wykonana została z alpaki, część ze srebra oksydowanego. Zrezygnowano ze złoceń, wprowadzając niebieski lakier lub emalię na koronę orła, monogram jednostki oraz sporadycznie na zawieszkę z herbem Gubbio. Posiadała też większe niż statutowe wymiary: 67 × 39 mm. Z drugiej strony umieszczono sygnaturę z wklęsłym napisem po okręgu "S.A. PICCHlANI & BARLACCHI" oraz na poziomej średnicy "FIRENZE". Tam też, wybijano numer odznaki. Odznaki honorowe pozbawione były kolejnego numeru nadania.
Kapituła Odznaki Pułkowej Pułku 7 Pancernego była pięcioosobowa i wyznaczył ją dowódca Pułku 7 Pancernego - mjr Leon Jankowski - z grona oficerów mających najdłuższy okres służby w tej jednostce. W jej skład weszli: kpt. Mieczysław Kłosiński (przewodniczący), por. Jan Bik (zastępca przewodniczącego), por. Kazimierz Antosiewicz (członek), por. Janusz Nowakowski (członek) oraz ppor. Bogdan Sekunda (członek). Sekretarzem Kapituły został por. Eugeniusz Bajorek. Pierwsze posiedzenie Kapituły odbyło się w dniu 10 sierpnia 1946 roku.
Proporczyk
Początkowo żołnierze nakładali na kołnierze czarno-pomarańczowe proporczyki trójkątne (przypisane 1 DPanc). Były wykonywane z plastyku lub metalu i pokryte lakierem lub emalią.
Na początku 1946 opracowano projekt proporczyka na kołnierz oraz specjalnej odznaki na beret, które łączy w sobie zarówno barwy ogólnokawaleryjskie oraz barwy broni pancernej. Motywem obu tych elementów było "ramię pancerne".
Zaprojektowano proporczyk typu kawaleryjskiego w barwach ogólnokawaleryjskich, amarantowy w górnej połowie i ciemno od dołu z żyłką w kolorach broni pancernej, czarno-pomarańczową. Na barwy nałożono "ramię pancerne" w kolorze białego metalu. proporczyk miał następujące wymiary: długość 56 mm, wysokość 10 mm, głębokość wcięcia 27 mm, kąt nachylenia 25 stopni licząc od pionu, wysokość żyłki 2,5 mm, długość ramienia pancernego 15 mm.
Proporczyki produkowała florencka firma "S.A. Picchiani & Barlacchi Firenze". Wybito proporczyki jednoczęściowe, z alpaki, pokryte barwnymi lakierami, o wymiarach 62 × 12 mm. Na drugiej stronie, wzdłuż dolnej krawędzi proporczyka producent umieścił nazwę firmy. Z blaszki mosiężnej wytworzono podkładki kształtu proporczyka, mocowane za pomocą słupka o średnicy 2,9 mm z płaską nakrętką o średnicy 16,5 mm o falistym brzegu. Ta sama firma wybiła z alpaki lub brązu srebrzonego „ramię pancerne” noszone na berecie, wielkości 32 × 24,8 nim, mocowane na śrubkę z nakrętką jak przy proporczyku.
Odznaka specjalna
Oznaka specjalna na beret miała kształt rombu. Dla 7 ppanc ustalono, iż "ramię pancerne" w kolorze białego metalu będzie nakładane na romb czarny o krawędziach: amarantowym (górna), ciemnoniebieskim (prawa) oraz pomarańczowym (dolna i lewa). Wymiary: romb 30 × 30 mm o kącie nachylenia boków skośnych 25 stopni.
obwódki krawędzi 2 mm, ramię pancerne długość 28 mm. Odznakę noszono z lewej strony beretu w odległości 8 cm od środka orła do środka rombu. Podstawa rombu równoległa do dolnej krawędzi beretu, w odległości 5 mm od dolnej krawędzi beretu.
Proporzec
Proporzec dowódcy pułku wykonany był z materiału sukiennego. Do proporczyka w barwach pułku doszyto cztery "prawie" kwadraty zgodne z tradycją przedwojenną oznaczające szwadrony 1, 2, 3 i 4 w następujących barwach: amarantowy, biały, żółty i chabrowy. Proporzec o wymiarach 20 x 90 cm zazwyczaj eksponowany był w pomieszczeniu dowódcy pułku, zaś w czasie uroczystości zawieszano go w pobliżu trybuny honorowej

## Żołnierze pułku
Dowódcy pułku
- ppłk Stanisław Szostak (15 IX – 13 XII 1944[7])
- ppłk Leon Jankowski (I 1945 – 1947[8])

Zastępca dowódcy pułku
- mjr Leon Jankowski (do I 1945[8])

Obsada pułku na dzień 23 lipca 1946

Powrót pułku z Włoch do Wielkiej Brytanii odbywał się w trzech transportach, z których ostatni przybył do Zjednoczonego Królestwa w dniu 22 lipca 1946 roku. Pułk został rozmieszczony w obozie Hardwick Hall (w hrabstwie Derbyshire), który stał się ostatnim w dziejach miejscem postoju Pułku 7 Pancernego. W dniu 23 lipca 1946 r. obsada pułku przedstawiała się następująco:
- dowódca pułku – mjr Leon Jankowski
- pełniący obowiązki zastępcy dowódcy pułku – kpt. Mieczysław Kłosiński
- dowódca 1 szwadronu – por. Franciszek Stangret
- dowódca 2 szwadronu – por. Jan Bik
- dowódca części 3 szwadronu – por. Tadeusz Bylina
- dowódca szwadronu dowodzenia – por. Janusz Nowakowski
- dowódca szwadronu rozpoznawczego – por. Kazimierz Antosiewicz

## Przekształcenia
Ośrodek Organizacyjny Broni Pancernej ↗ Batalion zapasowy czołgów (22.06. 1943 – 14.04. 1944) → Ośrodek Zapasowy Broni Pancernej → Ośrodek Zapasowy Broni Pancernej → 7 pułk pancerny